# Cary Elwes
Cary Elwes, nom amb què es coneix Ivan Simon Cary Elwes (Westminster, Londres, 26 d'octubre de 1962) és un actor i guionista anglès.
És conegut pel seu paper protagonista com a Westley a La princesa promesa (1989), Robin Hood a Les boges, boges aventures de Robin Hood (1993), i Dr. Lawrence Gordon a la saga Saw; però també pels seus papers principals a Temps de glòria (1989), Hot Shots! (1991), i El llibre de la selva: L'aventura continua (1994), així com a secundari a pel·lícules com ara Dies de tro (1990), Twister (1996), Kiss the Girls, Mentider compulsiu (1997), Cradle Will Rock (1999), L'ombra del vampir (2000), The Cat's Meow (2001), Ella Enchanted (2004), Conte de Nadal (2009), i No Strings Attached (2011). Ha participat també en sèries de televisió, d'entre les quals destaquen The X-Files, Psych, i Stranger Things, i recentment s'ha unit al repartiment de la tercera temporada de The Marvelous Mrs. Maisel.